# Efeito contágio
O efeito contágio é um fenômeno em que a mudança em uma variável influencia a mudança em outra variável relacionada. É comumente observado em situações econômicas e financeiras, onde a queda em um mercado pode levar a quedas em outros mercados relacionados e tambem pode ser vista em individuos.
Por exemplo, um grande evento econômico, como uma crise financeira, pode levar a uma queda no mercado de ações, o que pode afetar a confiança dos investidores e levar a uma queda em outros mercados, como o mercado imobiliário ou o mercado de títulos. O efeito contágio pode se espalhar rapidamente e afetar muitas áreas diferentes da economia.
O efeito contágio também pode ser observado em outras áreas, como na propagação de doenças, em que a disseminação de uma doença em uma área pode afetar outras áreas próximas. Em resumo, o efeito contágio é um fenômeno importante que pode ter impacto significativo em várias áreas da sociedade.

## Psicologia
Em psicologia, o efeito contágio é um fenômeno no qual as emoções, comportamentos ou crenças de uma pessoa são influenciados pelas emoções, comportamentos ou crenças de outras pessoas ao seu redor. Isso ocorre porque os seres humanos são seres sociais e, muitas vezes, são influenciados pelo comportamento e emoções daqueles com quem interagem.
Por exemplo, o efeito contágio pode ser visto em situações como torcidas de futebol, onde a emoção e a energia dos torcedores podem se espalhar e influenciar outros torcedores. Outro exemplo pode ser encontrado em uma sala de aula, onde um aluno que está abertamente entediado pode influenciar outros alunos a sentirem o mesmo tédio.
O efeito contágio pode ser positivo ou negativo, dependendo do comportamento ou emoção que está sendo transmitido. Por exemplo, o entusiasmo e a motivação de uma pessoa podem inspirar outras a se sentirem da mesma forma e terem um desempenho melhor. Por outro lado, a negatividade e o pessimismo podem se espalhar e influenciar outras pessoas a sentirem o mesmo.
O efeito contágio é importante na psicologia social, pois demonstra como as emoções e comportamentos podem ser influenciados por fatores sociais. Ele também pode ser usado para entender como as emoções e comportamentos podem ser transmitidos em grupos e como esses grupos podem influenciar o comportamento de indivíduos.

## Efeito contágio e Ataques a escolas
o efeito contágio pode ter um papel na ocorrência de ataques a escolas. Quando um ataque a escola é amplamente divulgado pela mídia, pode haver um efeito contágio no qual outras pessoas que podem estar emocionalmente vulneráveis ou que buscam atenção podem ser influenciadas por esse comportamento e decidirem realizar ataques semelhantes.
Pesquisas têm sugerido que a maneira como a mídia cobre esses ataques pode afetar o efeito contágio. Quando a mídia dá muita atenção a detalhes gráficos e sensacionalistas do ataque, isso pode aumentar o efeito contágio. Por outro lado, quando a mídia dá menos atenção aos detalhes do ataque e foca mais em informações que ajudam a prevenir futuros ataques, isso pode reduzir o efeito contágio.